# Reacții de oxidare în industria alimentară
Una dintre reacțiile chimice, de oxidare puternică, întâlnită în industria alimentară, este cea de ardere a calcarului (CaCO3). Este folosită pentru obținerea varului stins, Ca(OH)2  utilizat la bricarea zahărului (eliminarea substanțelor proteice din zeama de difuzie), Reacția necesită un aport substanțial de energie termică (căldură) astfel încât materia primă să depățească 1000 ℃, dezintegrându-se după ecuația chimică: CaCO3 =  CaO + CO2. Carbonatul de calciu sau calcarul, prin încălzire în cuptor la aproximativ 1200℃, a fost transformat (descompus) în oxid de calciu (var nestins) și bioxid de carbon. Apoi, CaO, în prezența apei, printr-o reacție puternic exotermă, se transformă în hidroxid de calciu conform ecuației chimice: CaO + H2O = Ca(OH)2